# Kinezin
Kinezin je hodajući motorni protein u eukariotima koji dobiva energiju pretvorbom kemijske energije hidrolizom iz adenozin trifosfata (ATP) u mehaničku energiju potrebnu za kretanje. Uloga kinezina očituje se u transportu raznih molekula duž mikrotubula, prema plus kraju, od njihovog središta prema periferiji. Ovaj tip transporta poznat je pod nazivom anterogradni transport. Suprotno, dineini su motorni hodajući proteini koji koriste retrogradni transport, prema minus kraju mikrotubula.

## Superobitelj kinezina
Kinezini su podijeljeni u 14 klasa (kinezin-1 do kinezin-14) na temelju filogenetske analize njihovih motoričkih ili katalitičkih domena.

## Struktura

### Sveukupna struktura
Članovi superobitelji variraju po svojoj strukturnoj i funkcionalnoj sličnosti. Prototipom se smatra kinezin-1, heterotetramer, sastavljen od dva teška i dva laka lanca. Struktura kinezina-1 može se podijeliti u tri domene, na domenu glave (motoričku domenu), repnu domenu i stabljičnu domenu. Dvije motoričke domene (također nazvane motornim domenama ili katalitičkim motorima), komponente su teških lanaca. Sastoje se od mjesta vezanja nukleotida i vezanja mikrotubula te su visoko očuvane u obitelji kinezina. Poveznica kinezina-1, koja spaja motoričku i stabljičnu domenu naziva se veznim vratnim područjem a poznata je po fleksibilnosti i važnoj ulozi u određivanju smjera kretanja. Konformacijske promjene veznog vratnog područja u različitim stanjima vezanja nukleotida ključni su procesi u kretanju kinezina-1.
Motorička i repna domena povezane su dugim ⍺-heliksom, koji se naziva domenom stabljike. Repna domena kinezina-1 koristi se za vezanje s "teretom". Ovi proteini imaju različite repne domene, koje mogu vezati laki lanac za interakciju s različitim teretom.

### Motorička domena kinezina
Motorička domena kinezina, očuvano je katalitičko područje poznato kao domena „motora ili glave“. Sastoji se od 350 aminokiselina s oko 40% identičnosti unutar superobitelji kinezina te je tipične građe koja obuhvaća središnji β-list od osam niti i tri ⍺-heliksa na svakoj strani.
Motorička domena ima dva odvojena mjesta vezanja, jedno za mikrotubule i jedno za ATP.

## Kretanje kinezina

### Smjer kretanja
Kinezini su većinom, poznati po kretanju prema plus kraju mikrotubula no postoje i oni s drugačijim tipovima kretanja. Budući da se motorna domena prototipa kinezina-1 nalazi na N-terminalnom dijelu proteina, on pripada kinezinu N-tipa. Kinezini s motoričkom domenom smještenom u sredini su proteini M-tipa dok su oni s motoričkom domenom na C-terminalnom dijelu, proteini C-tipa. Usmjerenost kinezina u hodu varira s različitim lokacijama motoričke domene. Kinezini N-tipa (većina članova obitelji kinezina) hodaju prema plus kraju mikrotubula. Nasuprot tome, kinezin C-tipa (uglavnom potporodica kinezina-14) hoda prema minus kraju mikrotubula. Kinezin M-tipa (uglavnom potporodica kinezina-13) poseban je jer ima jednodimenzionalnu difuziju prema oba kraja mikrotubula.

### Mehanizam kretanja kinezina
U početku su obje motoričke domene snažno vezane za mikrotubule te je inhibirano vezanje ATP-a na vodeću motoričku domenu. Otpuštanje anorganskog fosfata (Pi) iz zaostale motoričke domene potiče njezino odvajanje od mikrotubula nakon čega vodeća domena veže ATP. Time je potaknuto povlačenje zaostale motoričke domene na sljedeće vezno mjesto duž mikrotobula čime ona postaje novom vodećom domenom. Nakon zamijene položaja dviju domena, nova vodeća domena čvrsto je vezana i otpušta ADP. Zaostala domena podvrgava se hidrolizi ATP-a i otpušta Pi za nastavak ciklusa.

## Osnovne funkcije kinezina
Glavna funkcija kinezina je unutarstanični transport vezikula i staničnih organela. Ovakav način transporta  omogućuje staničnu diobu, pokretljivost stanice te održavanje normalne stanične morfologije. Kinezini prenose intermedijarne filamente, ribonukleoproteinske čestice i  sekretorne vezikule. S obzirom na to da se vezikule i organeli prenose putem mikrotubula, one izbjegavaju prenapučenu citoplazmu i time puno brže prelaze veće unutarstanične udaljenosti od molekula koje se ne prenose kinezinima. Također imaju važnu ulogu u formiranju diobenog vretena – održavaju ga bipolarnim te omogućuju njegovo produljenje – stanice bez kinezina ne uspijevaju formirati diobeno vreteno. Od svih tkiva, najvažniju funkciju ostvaruju u živčanom tkivu, gdje posreduju u vezikularnom transportu. Sudjeluju u sinaptičkom prijenosu tako što prenose vezikule iz staničnog tijela u presinaptičku regiju aksona, koja se nalazi na pozitivnom kraju mikrotubula.

## Interakcije s drugim proteinima
Najproučavanija interakcija kinezina je s motornim proteinom dineinom. Dinein je motorni protein sličan kinezinu, no razlikuje se u strukturi i smjeru kretanja. Smatra se da je interakcija ova dva proteina vrlo dinamična i strogo regulirana. Uočeno je da kinezin i dinein mogu zajedno prenositi teret tzv. „handsoff“ mehanizmom prilikom kojeg jedan drugome dodaju teret. Također je uočeno da u određenim uvjetima postoji kompeticija između proteina – vezanje molekule za jedan od proteina ovisi o relativnim silama i o vezanju regulatornih molekula kao što su GTPaze ili MAPs. Iako su ove interakcije uočene i aktivno se proučavaju, i dalje se ne zna na koji način i zbog čega kinezin i dinein stupaju u interakciju.

## Važnost kinezina u bolesti
Zbog svoje uloge u sinaptičkom prijenosu, kinezini se često asociraju s neurodegenerativnim bolestima kao što su Alzheimerova i Parkinsonova bolest. Smatra se da disfunkcionalni kinezini pridonose nakupljanju toksičnih proteina u mozgu, što doprinosi razvoju bolesti. Promijenjene ekspresije kinezina primijećene su i u različitim vrstama karcinoma, što može dovoditi do nepravilne i/ili prekomjerne stanične diobe.